# Mahmoud Alaa El-Din
Mahmoud Alaa El-Din (født 1. januar 1991) er en egyptisk professionel fodboldspiller. Han spiller for Egypten. Han deltog under Sommer-OL 2012.